# 수단문둥이박쥐
수단문둥이박쥐(Eptesicus floweri)는 애기박쥐과에 속하는 문둥이박쥐의 일종이다. 말리와 수단에서 서식하는 것으로 추정된다. 자연 서식지는 아열대 또는 열대 기후 지역의 건조 관목 지대, 건조 저지대 초원, 뜨거운 사막이다.